# Station Wolbrom
Station Wolbrom is een spoorwegstation in de Poolse plaats Wolbrom.